# Derde klasse 1934-35 (voetbal België)
Het seizoen 1934/35 was de negende editie van de Belgische Derde Klasse. De competitie vond plaats tussen september 1934 en april 1935. De officiële naam destijds was Promotion (Bevordering of Promotie). De 56 deelnemende ploegen waren onderverdeeld in 4 reeksen van 14 ploegen. KVG Oostende, FC Duffel, US du Centre en Waterschei SV Thor werden kampioen en promoveerden naar Eerste afdeling.

## Gedegradeerde teams
Deze teams waren gedegradeerd uit de Eerste Afdeling 1933-34 voor de start van het seizoen:
- R. Stade Louvaniste (voorlaatste reeks A) degradeerde na 3 seizoenen in 2e nationale.
- CS Saint-Josse (laatste reeks A) degradeerde na één seizoen in 2e nationale.
- R. Union Hutoise FC (voorlaatste reeks B) degradeerde na 2 seizoenen in 2e nationale.
- WA Namur (laatste reeks B) degradeerde na één seizoen in 2e nationale.

## Gepromoveerde teams
Volgende 12 teams waren gepromoveerd uit de regionale afdelingen voor de start van het seizoen. Zeven clubs maakten hun debuut in de nationale reeksen.
- Schooten SK
- FC Vlug en Vrij Bornhem
- Châtelineau Sport[1]
- CS Couillet
- Moignelée Sports[2]
- Genk VV
- Union Momalloise[3]
- Jeunesse Arlonaise promoveerde na 1 seizoen terug naar 3e nationale.
- RAS Renaisienne, het vroegere AS Renaisienne, promoveerde na 4 seizoenen terug naar 3e nationale.
- SC Louvain promoveerde na 5 seizoenen terug naar 3e nationale.
- Daring Club Blankenberghe promoveerde na 7 seizoenen terug naar 3e nationale.
- RSC Theux promoveerde voor het eerst naar 3e nationale, 10 seizoenen nadat het uit 2e nationale naar de regionale afdelingen was gedegradeerd.

## Deelnemende teams
Deze ploegen speelden in het seizoen 1934-1935 in Bevordering. Bij elke ploeg wordt het stamnummer aangegeven. De nummers komen overeen met de plaats in de eindrangschikking.
Nielsche SK veranderde zijn naam in Nielsche AC (Nielsche Athletic Club).

### Reeks A
| Stam- nummer | Club                      | Plaats       |    |
| ------------ | ------------------------- | ------------ | -- |
| 31           | KVG Oostende              | Oostende     | 1  |
| 95           | RC Wetteren               | Wetteren     | 2  |
| 146          | Daring Club Blankenberghe | Blankenberge | 3  |
| 18           | R. Stade Louvaniste       | Leuven       | 4  |
| 161          | Stade Kortrijk            | Kortrijk     | 5  |
| 38           | RAS Renaisienne           | Ronse        | 6  |
| 90           | SC Eendracht Aalst        | Aalst        | 7  |
| 19           | R. Courtrai Sport         | Kortrijk     | 8  |
| 36           | RRC Tournaisien           | Doornik      | 9  |
| 223          | SC Louvain                | Leuven       | 10 |
| 206          | Victoria FC Louvain       | Leuven       | 11 |
| 26           | RUS Tournaisienne         | Doornik      | 12 |
| 101          | Knokke FC                 | Knokke-Heist | 13 |
| 81           | SV Audenaerde             | Oudenaarde   | 14 |

| 1 2 3 4 5 6 7 8 9 10 11 12 13 14 Geografische verspreiding clubs |

### Reeks B
| Stam- nummer | Club                    | Plaats              |    |
| ------------ | ----------------------- | ------------------- | -- |
| 284          | FC Duffel               | Duffel              | 1  |
| 1085         | Ternesse VV Wommelgem   | Wommelgem           | 2  |
| 49           | Vilvorde FC             | Vilvoorde           | 3  |
| 221          | Sint-Niklaassche SK     | Sint-Niklaas        | 4  |
| 415          | Nielsche AC             | Niel                | 5  |
| 360          | AC Hemiksem             | Hemiksem            | 6  |
| 665          | Sint-Rochus FC Deurne   | Deurne              | 7  |
| 956          | Schooten SK             | Schoten             | 8  |
| 97           | Herentalsche SK         | Herentals           | 9  |
| 139          | US de Gilly             | Charleroi           | 10 |
| 489          | FC Vlug en Vrij Bornhem | Bornem              | 11 |
| 511          | Châtelineau Sport       | Châtelet            | 12 |
| 515          | FC Châtelineau          | Châtelet            | 13 |
| 83           | CS Saint-Josse          | Sint-Joost-ten-Node | 14 |

| 1 2 3 4 5 6 7 8 9 10 11 12 13 14 Geografische verspreiding clubs |

### Reeks C
| Stam- nummer | Club                      | Plaats      |    |
| ------------ | ------------------------- | ----------- | -- |
| 213          | US du Centre              | La Louvière | 1  |
| 156          | SR Namur Sports           | Namen       | 2  |
| 44           | AEC Mons                  | Bergen      | 3  |
| 22           | R. Charleroi SC           | Charleroi   | 4  |
| 136          | Union Jemappienne         | Jemappes    | 5  |
| 143          | Jeunesse Arlonaise        | Aarlen      | 6  |
| 173          | WA Namur                  | Namen       | 7  |
| 278          | CS Marchienne-Monceau     | Charleroi   | 8  |
| 23           | RFC Bressoux              | Luik        | 9  |
| 246          | Olympic Club de Charleroi | Charleroi   | 10 |
| 94           | CS Couillet               | Charleroi   | 11 |
| 307          | CS Andennais              | Andenne     | 12 |
| 238          | Union Sportive Auvelais   | Sambreville | 13 |
| 708          | Moignelée Sports          | Sambreville | 14 |

| 1 2 3 4 5 6 7 8 9 10 11 12 13 14 Geografische verspreiding clubs |

### Reeks D
| Stam- nummer | Club                    | Plaats       |    |
| ------------ | ----------------------- | ------------ | -- |
| 553          | Waterschei SV Thor      | Genk         | 1  |
| 76           | R. Union Hutoise FC     | Hoei         | 2  |
| 65           | Hasseltse VV            | Hasselt      | 3  |
| 37           | R. Excelsior FC Hasselt | Hasselt      | 4  |
| 188          | RFC Malmundaria 1904    | Malmedy      | 5  |
| 108          | La Jeunesse d'Eupen     | Eupen        | 6  |
| 279          | RC Vottem               | Herstal      | 7  |
| 735          | Genk VV                 | Genk         | 8  |
| 41           | HO Diest FC             | Diest        | 9  |
| 179          | Club Amay Sportif       | Amay         | 10 |
| 14           | RSC Theux               | Theux        | 11 |
| 373          | Sint-Truidensche VV     | Sint-Truiden | 12 |
| 184          | Union Momalloise        | Remicourt    | 13 |
| 208          | Milmort FC              | Herstal      | 14 |

| 1 2 3 4 5 6 7 8 9 10 11 12 13 14 Geografische verspreiding clubs |

## Eindstanden
| Legende                                  |
| ---------------------------------------- |
| Kampioen + promotie naar Eerste Afdeling |
| Degradatie naar Provinciale reeksen      |

### Bevordering A
|   |    |                           | P  | W  | G  | V  | +  | -  | DS  | Ptn |
| - | -- | ------------------------- | -- | -- | -- | -- | -- | -- | --- | --- |
| K | 1  | KVG Oostende              | 26 | 15 | 7  | 4  | 70 | 44 | 26  | 37  |
|   | 2  | RC Wetteren               | 26 | 14 | 5  | 7  | 62 | 53 | 9   | 33  |
|   | 3  | Daring Club Blankenberghe | 26 | 13 | 5  | 8  | 79 | 42 | 37  | 31  |
|   | 4  | R. Stade Louvaniste       | 26 | 13 | 5  | 8  | 68 | 57 | 11  | 31  |
|   | 5  | Stade Kortrijk            | 26 | 10 | 8  | 8  | 67 | 50 | 17  | 28  |
|   | 6  | RAS Renaisienne           | 26 | 10 | 7  | 9  | 52 | 53 | −1  | 27  |
|   | 7  | SC Eendracht Aalst        | 26 | 12 | 3  | 11 | 60 | 61 | −1  | 27  |
|   | 8  | R. Courtrai Sport         | 26 | 10 | 5  | 11 | 68 | 54 | 14  | 25  |
|   | 9  | RRC Tournaisien           | 26 | 10 | 5  | 11 | 64 | 66 | −2  | 25  |
|   | 10 | SC Louvain                | 26 | 11 | 3  | 12 | 39 | 47 | −8  | 25  |
|   | 11 | Victoria FC Louvain       | 26 | 7  | 10 | 9  | 41 | 46 | −5  | 24  |
| D | 12 | RUS Tournaisienne         | 26 | 8  | 7  | 11 | 43 | 56 | −13 | 23  |
| D | 13 | Knokke FC                 | 26 | 8  | 6  | 12 | 71 | 82 | −11 | 22  |
| D | 14 | SV Audenaerde             | 26 | 2  | 2  | 22 | 21 | 94 | −73 | 6   |

P: wedstrijden gespeeld, W: wedstrijden gewonnen, G: gelijke spelen, V: wedstrijden verloren, +: gescoorde doelpunten, -: doelpunten tegen, DS: doelsaldo, Ptn: totaal punten
 K: kampioen en promotie, D: degradatie

### Bevordering B
|   |    |                         | P  | W  | G | V  | +   | -  | DS  | Ptn |
| - | -- | ----------------------- | -- | -- | - | -- | --- | -- | --- | --- |
| K | 1  | FC Duffel               | 26 | 15 | 5 | 6  | 74  | 49 | 25  | 35  |
|   | 2  | Ternesse VV Wommelgem   | 26 | 14 | 5 | 7  | 66  | 43 | 23  | 33  |
|   | 3  | Vilvorde FC             | 26 | 14 | 5 | 7  | 62  | 50 | 12  | 33  |
|   | 4  | Sint-Niklaassche SK     | 26 | 15 | 2 | 9  | 100 | 59 | 41  | 32  |
|   | 5  | Nielsche AC             | 26 | 12 | 6 | 8  | 45  | 44 | 1   | 30  |
|   | 6  | AC Hemiksem             | 26 | 12 | 5 | 9  | 48  | 47 | 1   | 29  |
|   | 7  | Sint-Rochus FC Deurne   | 26 | 10 | 6 | 10 | 49  | 51 | −2  | 26  |
|   | 8  | Schooten SK             | 26 | 11 | 4 | 11 | 63  | 71 | −8  | 26  |
|   | 9  | Herentalsche SK         | 26 | 11 | 3 | 12 | 80  | 70 | 10  | 25  |
|   | 10 | US de Gilly             | 26 | 10 | 4 | 12 | 71  | 66 | 5   | 24  |
|   | 11 | FC Vlug en Vrij Bornhem | 26 | 9  | 5 | 12 | 71  | 77 | −6  | 23  |
| D | 12 | Châtelineau Sport       | 26 | 6  | 8 | 12 | 49  | 74 | −25 | 20  |
| D | 13 | FC Châtelineau          | 26 | 4  | 7 | 15 | 37  | 77 | −40 | 15  |
| D | 14 | CS Saint-Josse          | 26 | 4  | 5 | 17 | 36  | 73 | −37 | 13  |

P: wedstrijden gespeeld, W: wedstrijden gewonnen, G: gelijke spelen, V: wedstrijden verloren, +: gescoorde doelpunten, -: doelpunten tegen, DS: doelsaldo, Ptn: totaal punten
 K: kampioen en promotie, D: degradatie

### Bevordering C
|   |    |                           | P  | W  | G | V  | +  | -   | DS  | Ptn |
| - | -- | ------------------------- | -- | -- | - | -- | -- | --- | --- | --- |
| K | 1  | US du Centre              | 26 | 19 | 4 | 3  | 96 | 36  | 60  | 42  |
|   | 2  | SR Namur Sports           | 26 | 14 | 5 | 7  | 77 | 48  | 29  | 33  |
|   | 3  | AEC Mons                  | 26 | 15 | 3 | 8  | 79 | 54  | 25  | 33  |
|   | 4  | R. Charleroi SC           | 26 | 12 | 4 | 10 | 69 | 69  | 0   | 28  |
|   | 5  | Union Jemappienne         | 26 | 12 | 2 | 12 | 62 | 74  | −12 | 26  |
|   | 6  | Jeunesse Arlonaise        | 26 | 13 | 0 | 13 | 77 | 70  | 7   | 26  |
|   | 7  | WA Namur                  | 26 | 10 | 5 | 11 | 65 | 53  | 12  | 25  |
|   | 8  | CS Marchienne-Monceau     | 26 | 10 | 5 | 11 | 55 | 54  | 1   | 25  |
|   | 9  | RFC Bressoux              | 26 | 11 | 3 | 12 | 87 | 79  | 8   | 25  |
|   | 10 | Olympic Club de Charleroi | 26 | 11 | 3 | 12 | 64 | 69  | −5  | 25  |
|   | 11 | CS Couillet               | 26 | 8  | 8 | 10 | 55 | 63  | −8  | 24  |
| D | 12 | CS Andennais              | 26 | 7  | 7 | 12 | 57 | 90  | −33 | 21  |
| D | 13 | Union Sportive Auvelais   | 26 | 9  | 2 | 15 | 38 | 58  | −20 | 20  |
| D | 14 | Moignelée Sports          | 26 | 3  | 5 | 18 | 51 | 115 | −64 | 11  |

P: wedstrijden gespeeld, W: wedstrijden gewonnen, G: gelijke spelen, V: wedstrijden verloren, +: gescoorde doelpunten, -: doelpunten tegen, DS: doelsaldo, Ptn: totaal punten
 K: kampioen en promotie, D: degradatie

### Bevordering D
|   |    |                         | P  | W  | G | V  | +   | -   | DS  | Ptn |
| - | -- | ----------------------- | -- | -- | - | -- | --- | --- | --- | --- |
| K | 1  | Waterschei SV Thor      | 26 | 17 | 7 | 2  | 111 | 40  | 71  | 41  |
|   | 2  | R. Union Hutoise FC     | 26 | 17 | 3 | 6  | 73  | 52  | 21  | 37  |
|   | 3  | Hasseltse VV            | 26 | 13 | 5 | 8  | 68  | 64  | 4   | 31  |
|   | 4  | R. Excelsior FC Hasselt | 26 | 14 | 3 | 9  | 86  | 52  | 34  | 31  |
|   | 5  | RFC Malmundaria 1904    | 26 | 13 | 4 | 9  | 83  | 63  | 20  | 30  |
|   | 6  | La Jeunesse d'Eupen     | 26 | 10 | 7 | 9  | 62  | 51  | 11  | 27  |
|   | 7  | RC Vottem               | 26 | 10 | 6 | 10 | 64  | 77  | −13 | 26  |
|   | 8  | Genk VV                 | 26 | 11 | 4 | 11 | 72  | 63  | 9   | 26  |
|   | 9  | HO Diest FC             | 26 | 9  | 6 | 11 | 48  | 58  | −10 | 24  |
|   | 10 | Club Amay Sportif       | 26 | 10 | 2 | 14 | 52  | 83  | −31 | 22  |
|   | 11 | RSC Theux               | 26 | 8  | 4 | 14 | 52  | 78  | −26 | 20  |
| D | 12 | Sint-Truidensche VV     | 26 | 7  | 5 | 14 | 71  | 83  | −12 | 19  |
| D | 13 | Union Momalloise        | 26 | 7  | 5 | 14 | 65  | 97  | −32 | 19  |
| D | 14 | Milmort FC              | 26 | 4  | 3 | 19 | 63  | 109 | −46 | 11  |

P: wedstrijden gespeeld, W: wedstrijden gewonnen, G: gelijke spelen, V: wedstrijden verloren, +: gescoorde doelpunten, -: doelpunten tegen, DS: doelsaldo, Ptn: totaal punten
 K: kampioen en promotie, D: degradatie

## Promoverende teams
De vier kampioen promoveerden naar Eerste Afdeling 1935-36 op het eind van het seizoen:
- KVG Oostende (kampioen reeks A) promoveerde na 9 seizoenen terug naar 2e nationale.
- FC Duffel (kampioen reeks B) promoveerde voor het eerst naar 2e nationale.
- US du Centre (kampioen reeks C) promoveerde voor het eerst naar 2e nationale.
- Waterschei SV Thor (kampioen reeks D) promoveerde voor het eerst naar 2e nationale.

## Degraderende teams
De laatste drie ploegen van elke reeks degradeerden naar de regionale afdelingen op het eind van het seizoen:
- RUS Tournaisienne (12e reeks A) degradeerde na 7 seizoenen in 3e nationale.
- Knokke FC (13e reeks A) degradeerde na 8 seizoenen in 2e en 3e nationale.
- SV Audenaerde (14e reeks A) degradeerde na 7 seizoenen in 3e nationale.
- Châtelineau Sport (12e reeks B) degradeerde na 1 seizoen in 3e nationale.
- FC Châtelineau (13e reeks B) degradeerde na 2 seizoenen in 3e nationale.
- CS Saint-Josse (14e reeks B) degradeerde na 4 seizoenen in 2e en 3e nationale.
- CS Andennais (12e reeks C) degradeerde na 4 seizoenen in 3e nationale.
- Union Sportive Auvelais (13e reeks C) degradeerde na 3 seizoenen in 3e nationale.
- Moignelée Sports (14e reeks C) degradeerde na 1 seizoen in 3e nationale.
- Sint-Truidensche VV (12e reeks D) degradeerde na 5 seizoenen in 3e nationale.
- Union Momalloise (13e reeks D) degradeerde na 1 seizoen in 3e nationale.
- Milmort FC (14e reeks D) degradeerde na 3 seizoenen in 3e nationale.

## Voetnoten
1. 1 2  Châtelineau Sport (stamnummer 511) werd opgericht in 1925. De club uit Châtelineau, een deelgemeente van Châtelet, speelde vier seizoenen in de nationale reeksen. In 2009 werd de club ontbonden en stamnummer 511 geschrapt.
2. 1 2  Moignelée Sports (stamnummer 708) werd opgericht in 1926. De club uit Moignelée, een deelgemeente van Sambreville, speelde 1 seizoen in de nationale reeksen. In 2000 verhuisde de club naar het stadion van het opgedoekte Entente Tamines en veranderde de club haar naam in R. Union Sambrevilloise. De club bestaat nog steeds en speelt sinds 1935 in de provinciale afdelingen Namen.
3. 1 2  Union Momallaise (stamnummer onbekend) is een club waarover weinig geweten is. De club uit Momalle, een deelgemeente van Remicourt speelde 1 seizoen in de nationale reeksen. Het is niet bekend wanneer de club is opgericht of ontbonden. Wat wel zeker is, is dat in 1941 het huidige R. Union Momalloise (stamnummer 2947) zich bij de KBVB aansloot. Het gaat hier waarschijnlijk om de heroprichting van het Union Momalloise dat in 1934-35 in 3e nationale uitkwam.
4. 1 2  Nielsche Sportkring werd opgericht in 1916 als Rupelzonen FC Niel. De club sloot zich in 1924 aan bij de voetbalbond en ontving in 1926 stamnummer 415. In 1926 veranderde de club haar naam in Niel FC en in 1931 tot Nielsche SK. In 1934 werd de naam veranderd in Nielsche Athletic Club, in 1941 werd de naam Nielse Sportkring. De club speelde in totaal 18 seizoenen in de nationale reeksen. In 2003 werd de club, die ondertussen KVK Niel heette, ontbonden en het stamnummer 415 geschrapt.
5. ↑  Ternesse Voetbal Vereniging Wommelgem (stamnummer 1085) werd opgericht in 1922 en sloot zich in 1927 aan bij de KBVB. De club uit Wommelgem speelde 3 seizoenen in de nationale reeksen. De club bestaat nog steeds en speelt sinds 1936 in de provinciale reeksen afdeling Antwerpen.
6. ↑  Sint-Rochus Football Club Deurne (stamnummer 665) werd opgericht in 1920. De club speelde 6 seizoenen in de nationale reeksen. In 1937 fusioneerde de club met FC Deurne (stamnummer ?) tot Racing Deurne (stamnummer 665). In 1944 nam men terug de naam Sint-Rochus FC Deurne aan en in 1970 K. Rochus FC Deurne (665). De club bestaat nog steeds en speelt sinds 1938 in de provinciale reeksen afdeling Antwerpen.
7. ↑  Union Sportive de Gilly (stamnummer 139) werd opgericht in de periode tussen 1913 en 1920. De club uit Gilly, een deelgemeente van Charleroi, speelde 8 seizoenen in de nationale reeksen. Rond 1940 werd de club ontbonden en het stamnummer 139 geschrapt.
8. ↑  Football Club Châtelineau (stamnummer 515) werd opgericht in 1925. De club speelde drie seizoenen in de nationale reeksen. In 1937 werd de club ontbonden en stamnummer 515 geschrapt.
9. ↑  Union Jemappienne (stamnummer 136) werd opgericht in 1921. De club speelde 17 seizoenen in de nationale reeksen. In 1990 fuseerde de club met FC Flénu Sport (stamnummer 4094) tot Union Jemappes-Flénu (stamnummer 136).
10. ↑  La Jeunesse d'Eupen (stamnummer 108) werd opgericht in 1920. De club speelde 15 seizoenen in de nationale reeksen. In 1945 fuseerde de club met FC Eupen 1920 (stamnummer 92) tot AS Eupen (stamnummer 4276).  Stamnummer 108 werd geschrapt.
11. ↑  Club Amay Sportif (stamnummer 179) werd opgericht in 1921. De club speelde 10 seizoenen in de nationale reeksen. De club fusioneerde in 1985 met Ampsin Sport en in 1993 met RRC Amay tot RERC Amay (stamnummer 179)
12. ↑  Milmort Football Club werd opegericht in 1922. De club uit Milmort, een deelgemeente van Herstal, speelde 14 seizoenen in de nationale reeksen. In 2010 werd de club ontbonden en het stamnummer 208 geschrapt.